# Tom Tugendhat

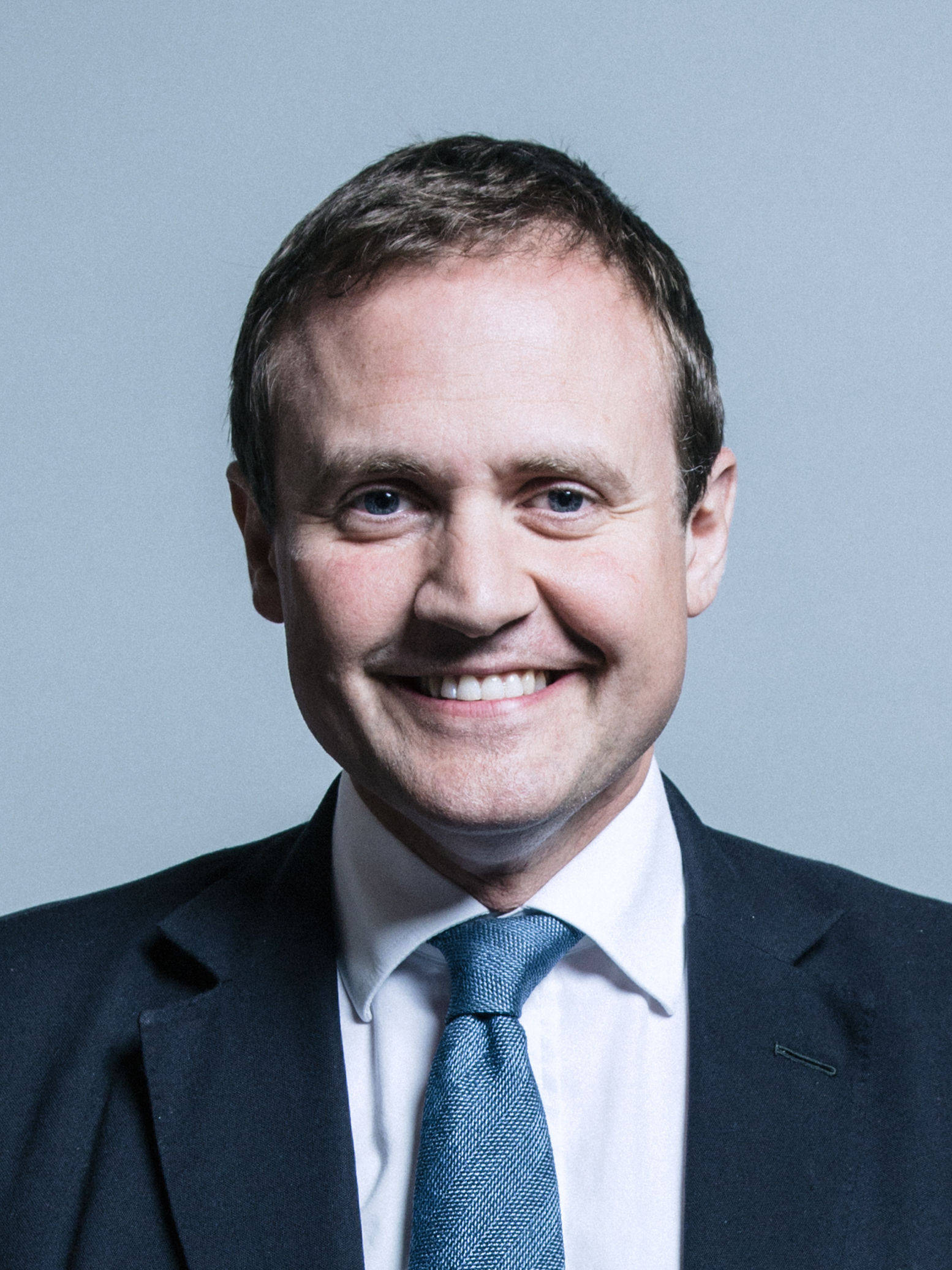
Tom Tugendhat (2017)

Thomas Georg John „Tom“ Tugendhat MBE (* 27. Juni 1973) ist ein britischer Politiker der Konservativen Partei. Seit 2015 gehört er dem Unterhaus an war von 2022 bis 2024 Staatssekretär für Sicherheit im Innenministerium. Nach der Niederlage seiner Partei bei den Parlamentswahlen 2024 wurde er in Rishi Sunaks Schattenkabinett Sicherheitsminister.

## Biografie

### Studium und Journalismus
Tom Tugendhat besuchte die private St Paul’s School in London. Er studierte Theologie an der University of Bristol und anschließend Islamwissenschaft am Gonville and Caius College an der University of Cambridge. Im Rahmen des Studiums, das er mit dem Master of Arts abschloss, lernte er im Jemen Arabisch. Danach berichtete er einige Zeit als Journalist aus dem Libanon.

### Militärische Laufbahn
Im Jahr 2003 trat Tugendhat im Rang eines Leutnants in die British Army ein. Zunächst wurde er im Verwaltungscorps eingesetzt, später – wegen seiner Arabisch-Kenntnisse – im Intelligence Corps. Er diente im Irak und in Afghanistan und verließ die Armee als Lieutenant colonel (Oberstleutnant). Im Jahr 2010 wurde er Member im Order of the British Empire.

### Politische Karriere
Bei den Unterhauswahlen 2015 gewann Tugendhat den Wahlkreis Tonbridge and Malling (inzwischen Wahlkreis Malling) in West-Kent als Nachfolger des nicht mehr dort angetretenen John Stanley. Seit 2017 ist er Vorsitzender des Auswärtigen Ausschusses.
Er warb vor dem Referendum für den Verbleib Großbritanniens in der Europäischen Union und unterstützte anschließend die Politik von Theresa May. Zusammen mit Norbert Röttgen warb er in der F.A.Z. für einen Freundschaftsvertrag zwischen dem Vereinigten Königreich und der Europäischen Union. Er kritisierte die Unterstützung der britischen Regierung im UN-Sicherheitsrat für dessen Resolution 2334 betreffend der Siedlungspolitik Israels, da diese Resolution repressive Diktaturen in der Region stärke und Friedensbemühungen erschwere. Er befürwortete Sanktionen gegen China wegen der Unterdrückung der Uiguren. Im Gegenzug setzte ihn die chinesische Regierung auf ihre Sanktionsliste.
Den Rückzug des Westens aus Afghanistan im Jahr 2021 bezeichnete er als größtes außenpolitisches Desaster seit der Sueskrise. In einer vielbeachteten Rede im Unterhaus kritisierte er US-Präsident Joe Biden für seine Entscheidung zum Abzug der amerikanischen Truppen und seine Kritik an den afghanischen Streitkräften. Er forderte eine engere Kooperation mit den europäischen NATO-Partnern, um die außenpolitische Abhängigkeit von den USA zu überwinden.
Nach dem Rücktritt von Boris Johnson vom Parteivorsitz der Konservativen kündigte Tugendhat als zweiter Kandidat nach Suella Braverman seine Bewerbung für das Amt an. Er schied jedoch in der dritten Abstimmungsrunde am 18. Juli 2022 aus.
Nach der Berufung von Liz Truss zur Premierministerin wurde er  am 6. September 2022 zum Staatssekretär für Sicherheit im Innenministerium ernannt und später in der Regierung von Rishi Sunak in dieser Funktion bestätigt.
Nach der Niederlage seiner Partei bei den Parlamentswahlen 2024 wurde Tugendhat in Sunaks Schattenkabinett Sicherheitsminister. Er bewarb sich für die Position des Vorsitzenden der Konservativen Partei und damit des Oppositionsführers, schied jedoch in den parteiinternen Vorwahlen aus.

### Privates
Tugendhats Mutter ist Französin. Sein Vater ist Michael Tugendhat, Richter am High Court of Justice, sein Onkel der konservative Politiker Christopher Tugendhat. Sein Schwiegervater Pierre Morel war politischer Mediator der OSZE in der Ukraine und zuvor französischer Botschafter in Peking. Er ist verheiratet mit der französischen Richterin Anissia Morel Tugendhat und hat zwei Kinder. Seine Frau ist Mitglied im Conseil d’État und Justiziarin an der Französischen Botschaft in London.
Tugendhat besitzt die britische und die französische Staatsbürgerschaft und ist praktizierender Katholik.